# Guglielmo Maurizio di Nassau-Siegen
Guglielmo Maurizio (Terborg, 18 gennaio 1649 – Siegen, 23 gennaio 1691) fu conte di Nassau-Siegen, elevato nel 1664 a principe.

## Vita
Era il figlio del conte Enrico II di Nassau-Siegen (1611–1652) e di sua moglie la contessa Maria Maddalena di Limburg-Styrum (1632–1707).
Nel 1664, Guglielmo Maurizio fu elevato al rango di principe imperiale. Nel 1678, suo zio Giovanni Maurizio, senza figli, adottò Guglielmo Maurizio come figlio, e rendendolo anche co-sovrano di Nassau-Siegen. Quando Giovanni Maurizio morì nel 1679, Guglielmo Maurizio ereditò Nassau-Siegen.
Guglielmo Maurizio aveva una residenza estiva a Hilchenbach. Nel 1683, costruì un nuovo castello lì (Wilhelmsburg), che fu in gran parte distrutto  in incendio nel 1689. Ricostruito, ospita oggi gli archivi della città di Hilchenbach.
Servì nell'esercito olandese, dove raggiunse il grado di generale, e fu membro dell'ordine di San Giovanni del baliaggio di Brandeburgo, come il padre adottivo, Giovanni Maurizio.
Il 6 febbraio 1678, a Schaumburg, sposò Ernestina Carlotta (1662–1732), figlia di Adolfo di Nassau-Schaumburg. Il nonno materno di Ernestina Carlotta era il famoso feldmaresciallo Peter Melander von Holzappel. Dal matrimonio nacquero due figli maschi:
- Federico Guglielmo Adolfo (1680–1722), sposò:
  1. la langravia Elisabetta Francesca d'Assia-Homburg (1681-1707)
  2. la duchessa Amalia Luisa di Curlandia (1687-1750)
- Carlo Luigi Enrico (1682–1694)

Guglielmo Maurizio morì il 23 gennaio 1691. La vedova assunse la reggenza e la tutela per i suoi figli minorenni.

## Ascendenza
|                                                          |                                   |                                                                             | Genitori                                                                      |  |  | Nonni |  |  | Bisnonni                                |  |  | Trisnonni                                |  |
|                                                          |                                   |                                                                             |                                                                               |  |  |       |  |  | Johann VI, X conte di Nassau-Dillenburg |  |  | Wilhelm I, IX conte di Nassau-Dillenburg |  |
|                                                          |                                   |                                                                             |                                                                               |  |  |       |  |  | Johann VI, X conte di Nassau-Dillenburg |  |  | Wilhelm I, IX conte di Nassau-Dillenburg |  |
|                                                          |                                   | contessa Juliana zu Stolberg-Wernigerode                                    |                                                                               |  |  |       |  |  | Johann VI, X conte di Nassau-Dillenburg |  |  |                                          |  |
| Johann VII, I conte di Nassau-Siegen                     |                                   |                                                                             |                                                                               |  |  |       |  |  | Johann VI, X conte di Nassau-Dillenburg |  |  |                                          |  |
|                                                          |                                   | langravia Elisabeth von Leuchtenberg                                        | Georg III, XIII langravio di Leuchtenberg                                     |  |  |       |  |  |                                         |  |  |                                          |  |
|                                                          |                                   | langravia Elisabeth von Leuchtenberg                                        | Georg III, XIII langravio di Leuchtenberg                                     |  |  |       |  |  |                                         |  |  |                                          |  |
|                                                          |                                   | langravia Elisabeth von Leuchtenberg                                        | margravia Barbara von Brandenburg-Ansbach                                     |  |  |       |  |  |                                         |  |  |                                          |  |
| conte Heinrich von Nassau-Siegen                         |                                   | langravia Elisabeth von Leuchtenberg                                        |                                                                               |  |  |       |  |  |                                         |  |  |                                          |  |
|                                                          |                                   | Johannes, I duca di Schleswig-Holstein-Sonderburg                           | Christian III, re di Danimarca                                                |  |  |       |  |  |                                         |  |  |                                          |  |
|                                                          |                                   | Johannes, I duca di Schleswig-Holstein-Sonderburg                           | Christian III, re di Danimarca                                                |  |  |       |  |  |                                         |  |  |                                          |  |
|                                                          |                                   | Johannes, I duca di Schleswig-Holstein-Sonderburg                           | duchessa Dorothea von Sachsen-Lauenburg                                       |  |  |       |  |  |                                         |  |  |                                          |  |
| principessa Margaretha von Schleswig-Holstein-Sonderburg |                                   | Johannes, I duca di Schleswig-Holstein-Sonderburg                           |                                                                               |  |  |       |  |  |                                         |  |  |                                          |  |
|                                                          |                                   | principessa Lisbeth von Braunschweig-Grubenhagen                            | Ernst III, VIII duca di Brunswick-Grubenhagen                                 |  |  |       |  |  |                                         |  |  |                                          |  |
|                                                          |                                   | principessa Lisbeth von Braunschweig-Grubenhagen                            | Ernst III, VIII duca di Brunswick-Grubenhagen                                 |  |  |       |  |  |                                         |  |  |                                          |  |
|                                                          |                                   | principessa Lisbeth von Braunschweig-Grubenhagen                            | duchessa Margarete von Pommern-Wolgast                                        |  |  |       |  |  |                                         |  |  |                                          |  |
| Wilhelm Moritz, III principe di Nassau-Siegen            |                                   | principessa Lisbeth von Braunschweig-Grubenhagen                            |                                                                               |  |  |       |  |  |                                         |  |  |                                          |  |
|                                                          | Joost, XI conte di Limburg-Stirum | Herman Georg, X conte di Limburg-Stirum                                     |                                                                               |  |  |       |  |  |                                         |  |  |                                          |  |
|                                                          | Joost, XI conte di Limburg-Stirum | Herman Georg, X conte di Limburg-Stirum                                     |                                                                               |  |  |       |  |  |                                         |  |  |                                          |  |
|                                                          | Joost, XI conte di Limburg-Stirum | contessa Maria von Hoya                                                     |                                                                               |  |  |       |  |  |                                         |  |  |                                          |  |
| conte Georg Ernst von Limburg-Stirum                     | Joost, XI conte di Limburg-Stirum |                                                                             |                                                                               |  |  |       |  |  |                                         |  |  |                                          |  |
|                                                          |                                   | contessa Maria von Schaumburg-Holstein-Pinneberg                            | Otto IV, XV conte di Schaumburg-Holstein-Pinneberg                            |  |  |       |  |  |                                         |  |  |                                          |  |
|                                                          |                                   | contessa Maria von Schaumburg-Holstein-Pinneberg                            | Otto IV, XV conte di Schaumburg-Holstein-Pinneberg                            |  |  |       |  |  |                                         |  |  |                                          |  |
|                                                          |                                   | contessa Maria von Schaumburg-Holstein-Pinneberg                            | duchessa Elisabeth Ursula von Braunschweig-Lüneburg                           |  |  |       |  |  |                                         |  |  |                                          |  |
| contessa Maria Magdalena von Limburg-Stirum              |                                   | contessa Maria von Schaumburg-Holstein-Pinneberg                            |                                                                               |  |  |       |  |  |                                         |  |  |                                          |  |
|                                                          |                                   | Arnold II, V conte di Bentheim-Steinfurt e II conte di Bentheim-Tecklenburg | Everwin III, IV conte di Bentheim-Steinfurt e I conte di Bentheim-Tecklenburg |  |  |       |  |  |                                         |  |  |                                          |  |
|                                                          |                                   | Arnold II, V conte di Bentheim-Steinfurt e II conte di Bentheim-Tecklenburg | Everwin III, IV conte di Bentheim-Steinfurt e I conte di Bentheim-Tecklenburg |  |  |       |  |  |                                         |  |  |                                          |  |
|                                                          |                                   | Arnold II, V conte di Bentheim-Steinfurt e II conte di Bentheim-Tecklenburg | contessa Anna von Tecklenburg-Schwerin                                        |  |  |       |  |  |                                         |  |  |                                          |  |
| contessa Magdalena von Bentheim                          |                                   | Arnold II, V conte di Bentheim-Steinfurt e II conte di Bentheim-Tecklenburg |                                                                               |  |  |       |  |  |                                         |  |  |                                          |  |
|                                                          |                                   | contessa Magdalena von Neuenahr-Alpen                                       | conte Gumprecht IV von Neuenahr-Alpen                                         |  |  |       |  |  |                                         |  |  |                                          |  |
|                                                          |                                   | contessa Magdalena von Neuenahr-Alpen                                       | conte Gumprecht IV von Neuenahr-Alpen                                         |  |  |       |  |  |                                         |  |  |                                          |  |
|                                                          |                                   | contessa Magdalena von Neuenahr-Alpen                                       | contessa Amöne von Daun-Falkenstein                                           |  |  |       |  |  |                                         |  |  |                                          |  |
|                                                          |                                   | contessa Magdalena von Neuenahr-Alpen                                       |                                                                               |  |  |       |  |  |                                         |  |  |                                          |  |